# ぞっこんヒールズ ぬるりと解決
『ぞっこんヒールズ ぬるりと解決』（ぞっこんヒールズ ぬるりとかいけつ、英：Zokkon heels）は、塩出太志監督の日本映画。続編である『まん開ヒールズ 女の魔剣と熟女のアソコ』、2作を再編集した『胸騒ぎがする!～ヒールズ爆誕～』についても記述する。

## 概要
2021年4月9日公開。塩出太志によるピンク映画第2回作品。
特集上映「OP PICTURES+フェス2021」では2021年11月10日より『胸騒ぎがする!～ヒールズ爆誕～』のタイトルで上映。
R15編集版は再編集によりキャストも追加され上映時間が93分に増えているほか、THE 革命キラ獣によるエンディングテーマ『超絶ゾッコン♡楽園生活』が加わっている。
2021年12月31日、続編となる『まん開ヒールズ 女の魔剣と熟女のアソコ』が劇場公開。『胸騒ぎがする』で追撮した部分から再構成した作品となっており、ややぶつ切りで行き当たりばったりな内容ながら、3人のキャラが立ってるゆえ許容できると批評された。
ライターの切通理作は『ファミリープロット』と『ゴーストバスターズ』を合わせて、お色気をまぶしたような作品と記述している。
また切通は第2作について、約20名の出演者中11名が女性であり、なおかつそのうち半分の出演者に脱ぎのシーンがないことから、「ピンク映画というよりセックスシーンのある幕の内弁当的映画」と論評した。
2022年にはR-15版の続編となる『胸騒ぎがする! 〜ヒールズ・フォーエバー〜』が公開された。
2023年、Amazonプライムビデオにて『胸騒ぎがする!』のタイトルで、続編と合わせ全6話のドラマ作品として配信。
2024年1月6日、R-15版である『胸騒ぎがする!～ヒールズ爆誕～』がスターボードからDVD化。

## あらすじ
占いの苦手な占い師・松ノ木あゆみはストーカーに悩む依頼人の上野に頼まれ、催眠術がかけられない催眠術師のマキとともに上野のもとに向かう。上野のあとをつけていると自称霊媒師だという茂子が現れ、彼女がストーカーだと判断したあゆみは声をかけるが、彼女は上野が霊に憑りつかれており、除霊したかったのだと理由を告白する。
しかし茂子と話すうち、彼女に霊感が全くなく、霊も見えないことがわかり、その場にいる3人は世間から自分たちがいんちき、嘘つき、ハッタリと呼ばれていることにへのうっ憤から意気投合。3人で食事に出かけると、プロレスで悪人のことをヒールということ、底辺であることから自分たちの存在を肯定するためチーム「ヒールズ」を結成する。明くる日、大家から家賃を催促されたあゆみは上野を訪ね、ストーカー撃退のためと金をせびり20万を獲得。さらに食事もごちそうになるのだった。果たして世の中のヒール（heel）であるヒールズは人々のヒール（heal) となることができるのか。

## 登場人物
松ノ木あゆみ
演 - きみと歩実
占いが苦手な占い師。家賃が滞っていることもあり、お金に弱く、かなり適当。何かと神に誓う。「ご飯を食べさせてくれる人＝いい人」という信念を持つ。ローラーブレードを愛する。
東山マキ
演 - 西山真来
眠りに誘えない催眠術師。関西弁。催眠療法の事業を行うが、前述のとおり催眠術の掛けられる割合が恐ろしく低いため、基本的には暴力に訴え相手を眠りにつかせていた。ヒールズ活動を続けるうち緑に憑りつかれ、口移しにすることで相手を動かすことができるようになる。ラッキーアイテムは金属バット。
手塚茂子
演 - 手塚けだま
霊の見えない霊媒師。悪霊を感じることはでき、念仏を唱えると、人の中にいる鬼を呼び起こす力は持っているが、唱えた本人は呼び起こした鬼は見えず、どうにもできない。霊媒能力は超能力者を諦めた際に身に着け、インターネット検索で調べた独学。
陽子
演 - しじみ
鬼に憑りつかれた上田の第一の被害者。
上田良子
演 - 西田カリナ
DV被害に遭う妻。
口裂け女ハナコ
演 - 松岡美空
マスクで口を隠し、私きれい？と聞きまわる女性。
緑子
演 - 橘さり
蓮の世界の住人。全身緑色でスキンヘッドの女性の姿をしている。マキに憑りついたことからマキの相棒的存在となる。寿司が好きなことから愛称は「シースー」。
大家
演 - 尾形美香
あゆみの家の大家。口癖は「それって本当かしら」。
海野渚
演 - 津田菜都美
ギャル風のコンビニ店員。
上野
演 - 新井秀幸
ストーカーに追われる男。第2作でも依頼人となる。
男1
演 - 香取剛
催眠術を掛けられる男。ただし催眠術に掛かからなかった男
赤鬼
演 - 萩原正道
全身が真っ赤な鬼。
鈴木
演 - 星野ゆうき
マキの彼氏。のちに緑のシースーに憑りつかれる。
トシヒロ
演 - 折笠慎也
DV夫。
美希
演 - 加藤絵莉
R15版および第2作のみ出演。侍の霊に憑りつかれた女性。
父・茂雄
演 - 小滝正大
R15版および第2作のみ出演。茂子の父。
母・和子
演 - 成宮いろは
R15版および第2作のみ出演。茂子の母。
ヨシ
演 - 渡辺好博
R15版および第2作のみ出演。腹に刀が刺さったままの侍の霊。霊の見えない茂子にはゴリラの霊と勘違いされている。
ゆうくん
演 - 細川佳央
R15版および第2作のみ出演。
悪魔
演 - 窪田翔
R15版のみ出演。
死神
演 - 竹内ゆきの
第2作のみ出演。

## スタッフ
- 監督・脚本・編集：塩出太志
- 撮影：岩川雪依
- 録音：横田彰文
- 助監督：田村専一、宮原周平
- 小道具：佐藤美百季
- コンビニ衣装制作：コヤマシノブ
- 特殊メイク：懸樋杏奈
- 特殊メイク助手：田原美由紀
- 整音：臼井勝
- 音楽：宮原周平
- 協力：愛しあってる会（仮）、Seisho Cinema Club、青木康至、木島康博、田島基博、露木栄司、BLEND
- 仕上げ：東映ラボ・テック
- 制作：Grand Master Company
- 配給・提供：オーピー映画